# Потрясов, Пётр Алексеевич
Пётр Алексеевич Потрясов (1901—1959) — советский военнослужащий. Участник Великой Отечественной войны. Герой Советского Союза (1945). Красноармеец.

## Биография
Родился 10 сентября 1901 года в селе Терса (ныне — Вольского района Саратовской области) в крестьянской семье Алексея Ивановича и Акулины Ивановны Потрясовых. Русский. Окончил три класса Терсинской средней школы. После смерти матери был вынужден бросить школу и взять на себя ведение домашнего хозяйства и заботу о младших братьях и сёстрах. В 1913 году в солдаты забрали отца. Став главой большой семьи, пошёл работать в поле, а после сбора урожая уезжал в Вольск, где нанимался разнорабочим на различные предприятия города. В 1922—1923 годах он прошёл срочную службу в Рабоче-крестьянской Красной Армии. После демобилизации вернулся в родное село. В 1929 году Потрясовы вступили в организованный в Терсе колхоз «Коммунар», где Пётр Алексеевич проработал до второй половины 1930-х годов. После рождения пятого ребёнка в 1937 году содержать большую семью на скромные доходы колхозника стало затруднительно, и он подался на заработки в Вольск. До начала Великой Отечественной войны успел поработать разнорабочим на цементном заводе и в леспромхозе.
В Красную Армию П. А. Потрясов был вновь призван Вольским городским военкоматом осенью 1941 года. Воевал на Западном и Ленинградском фронтах. Был дважды ранен. В результате второго ранения, полученного 23 июля 1943 года, Пётр Алексеевич едва не потерял ногу. Пуля раздробила кость, и врачам пришлось собирать её по кусочкам. Около десяти месяцев П. А. Потрясов провёл в госпиталях. И хотя он мог ходить самостоятельно, раненая нога во многом утратила функциональность и постоянно болела. Медики предложили Петру Алексеевичу комиссоваться, но он наотрез отказался и весной 1944 года был направлен в 588-й стрелковый полк 142-й стрелковой дивизии 23-й армии Ленинградского фронта, где был зачислен стрелком в 3-ю стрелковую роту.
В результате Ленинградско-Новгородской операции, проведённой войсками Ленинградского, Волховского и 2-го Прибалтийского фронтов зимой 1944 года, немецко-фашистские войска были отброшены от Ленинграда на 220—280 километров. Однако с севера городу продолжала угрожать крупная группировка финских и немецких войск. С целью её разгрома летом 1944 года войска Ленинградского и Карельского фронтов провели Выборско-Петрозаводскую операцию. Красноармеец П. А. Потрясов участвовал в Выборгской операции, в ходе которой подразделения 23-й армии вышли к третьей линии финских укреплений на Карельском перешейке, возведённой вдоль левого берега реки Вуоксы (VKT-line). В период с 4 по 8 июля 1944 года советское командование предприняло несколько попыток форсирования реки на различных участках, но все они оказались неудачными. 9 июля 1944 года после очередной артиллерийской подготовки форсирование Вуоксы в районе посёлка Пааккола начал штурмовой батальон 588-го стрелкового полка 142-й стрелковой дивизии. Лодка, в которой находился красноармеец П. А. Потрясов, была повреждена осколками снаряда и затонула недалеко от левого берега. Пётр Алексеевич сумел выбраться из воды и вынести на берег станковый пулемёт «Максим». Передав его командиру взвода, П. А. Потрясов с другими бойцами батальона пошёл в атаку и одним из первых ворвался в финские траншеи. В рукопашной схватке финны был выбиты из прибрежных траншей. В боях за расширение плацдарма красноармеец Потрясов шесть раз поднимал батальон в атаку. При этом был сильно контужен близким разрывом снаряда, но не вышел из боя. На захваченный штурмовым отрядом плацдарм у деревни Вуосалми начали переправу основные силы 588-го стрелкового полка.
Стремясь во что бы то ни стало ликвидировать захваченный частями 142-й стрелковой дивизии плацдарм на левом берегу Вуоксы, финское командование бросило в бой крупные силы пехоты из состава VI армейского корпуса. В течение двух часов они ожесточённо атаковали позиции десантников, но все их атаки были отбиты. Подтянув к месту боя несколько танков, финны произвели перегруппировку и вновь пошли в атаку под прикрытием бронированных машин. Красноармеец П. А. Потрясов по собственной инициативе ползком пробрался в тыл наступающего противника и открыл по вражеской пехоте огонь из автомата, уничтожив около 10 финских солдат и вызвав замешательство в стане врага. Воспользовавшись этим обстоятельством, командир батальона направил на помощь Потрясову трёх бойцов с ручными пулемётами. Совместными усилиями они отсекли финскую пехоту от танков, а в это время переправившиеся на плацдарм артиллеристы подбили три вражеские машины. Понеся большие потери, противник отступил. При отражении последней контратаки красноармеец П. А. Потрясов был ранен, но истекая кровью, не подпускал к себе санитара до тех пор, пока атака не была отбита.
После третьего ранения П. А. Потрясов был окончательно признан негодным к строевой службе, но остался в армии. До конца войны он служил в нестроевых частях.
Звание Героя Советского Союза было присвоено красноармейцу Потрясову Петру Алексеевичу за беспримерное мужество и отвагу, проявленные при форсировании реки Вуокса и в боях на плацдарме на её левом берегу указом Президиума Верховного Совета СССР от 24 марта 1945 года. Осенью 1945 года Пётр Алексеевич был демобилизован.
Вернувшись в родное село, он работал разнорабочим в учебном хозяйстве Вольского сельскохозяйственного техникума. Тяжёлые ранения и контузии, полученные на фронте, скоро сказались на здоровье ветерана. Пётр Алексеевич всё чаще оказывался на больничной койке. В феврале 1959 года у него загноилась раненая нога. Его положили в районную больницу, но из-за начавшегося сепсиса 1 марта 1959 года Пётр Алексеевич скончался. Похоронен П. А. Потрясов на кладбище села Терса Вольского района Саратовской области.

## Награды
- Медаль «Золотая Звезда» (24.03.1945);
- орден Ленина (24.03.1945);
- медали, в том числе:
  - медаль «За оборону Ленинграда»;
  - медаль «За победу над Германией в Великой Отечественной войне 1941—1945 гг.».

## Память
В селе Терса Вольского района Саратовской области установлены мемориальные доски, посвященные П. А. Потрясову, на школе, в которой он учился и на доме, в котором он жил

## Документы
- Общедоступный электронный банк документов «Подвиг Народа в Великой Отечественной войне 1941—1945 гг.» Дата обращения: 6 марта 2013. Архивировано из оригинала 13 марта 2012 года.

Представление к званию Героя Советского Союза. Дата обращения: 6 марта 2013. Архивировано 6 апреля 2013 года.
Указ Президиума Верховного Совета СССР о присвоении звания Героя Советского Союза. Дата обращения: 6 марта 2013. Архивировано 6 апреля 2013 года.
- Обобщенный банк данных «Мемориал». Дата обращения: 6 марта 2013. Архивировано из оригинала 10 мая 2012 года.

ЦАМО, ф. 58, оп. 977534, д. 1.